# Gabriel Lippmann
Jonas Ferdinand Gabriel Lippmann (Cidade de Luxemburgo, 16 de agosto de 1845 – Oceano Atlântico, 13 de julho de 1921) foi um físico franco-luxemburguês, que em 1908 recebeu o Nobel de Física, pelo seu método de reprodução fotográfica de cores com base em fenômenos de interferência.

## Biografia
Gabriel nasceu no bairro de Bonnevoie, na Cidade de Luxemburgo, em 1845. Na época, Bonnevoie era parte da comuna de Hollerich, lugar que também é designado como seu local de nascimento. Ambos hoje são distritos da Cidade de Luxemburgo. Seu pai, Isaïe, era um judeu francês nascido em Ennery, cuidava dos negócios da família na confecção de luvas perto do antigo convento de Bonnevoie.
Em 1848, a família se mudou para Paris, onde Gabriel foi inicialmente ensinado por sua mãe, Miriam Rose, antes de ir para o Lycée Napoléon (atualmente o Liceu Henrique IV).
Gabriel era um aluno dedicado, ainda que desatento às vezes, com um interesse especial em matemática. Em 1868, ele foi admitido na Escola Normal Superior de Paris, onde ele foi reprovado no exame que o habilitaria a dar aulas, preferindo assim estudar física. Em 1872, o governo francês o enviou para a Universidade de Heidelberg, onde se especializou em eletricidade com a orientação de Gustav Kirchhoff, recebendo um doutorado com distinção em 1874.
Gabriel retornou a Paris em 1875, onde continuou seus estudos até 1878, tornando-se professor de física na Universidade de Paris. Em 1883, foi indicado como professor de matemática, tornando-se três anos depois professor de física experimental. Foi também diretor do laboratório, cargo que manteve até sua morte.
Gabriel desenvolveu a teoria geral de seu processo para a reprodução fotográfica da cor em 1886, mas a execução prática apresentava grandes dificuldades. No entanto, após anos de experimentos, ele foi capaz de comunicar o processo bem-sucedido à Academia de Ciências em 1891, embora as fotografias estivessem um tanto defeituosas devido à sensibilidade variável do filme fotográfico. Em 1893, ele pôde apresentar à academia fotografias tiradas por A. e L. Lumière em que as cores eram produzidas com orto-cromatismo perfeito. Ele publicou a teoria completa em 1894.

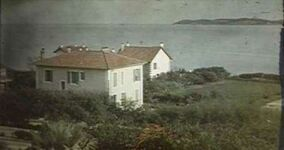
Foto feita por Lippmann utilizando sua técnica

Em 1895, Gabriel desenvolveu um método de eliminação da equação pessoal nas medições do tempo, usando registro fotográfico, e estudou a erradicação das irregularidades dos relógios de pêndulo, inventando um método de comparar os tempos de oscilação de dois pêndulos de período quase igual. Ele contribuiu para a astronomia com a invenção do celostato, um dispositivo que imobiliza a imagem de uma estrela e de suas estrelas circundantes para que uma fotografia seja tirada. Ele também foi responsável por muitos dispositivos engenhosos e melhorias em instrumentos padrão para o benefício de muitos ramos da física.
Em 1888, Gabriel se casou com a filha do escritor Victor Cherbuliez.

## Morte
Gabriel morreu em 13 de julho de 1921, aos 75 anos, à bordo do navio a vapor France, a caminho do Canadá, em sua viagem para a América do Norte como parte da missão liderada por Émile Fayolle.